# Forró Bence
Forró Bence (Budapest, 1986. február 15. –) televíziós műsorkészítő, a Duna, az M2 Petőfi és az M5 műsorvezetője.

## Tevékenysége
A Budapesti Corvinus Egyetem kommunikáció és médiatudomány, valamint a Színház- és Filmművészeti Egyetem televíziós műsorkészítő szakán szerzett diplomát 2012-ben. Televíziós pályafutását sportriporterként kezdte.  2008-ban a Magyar Televízió Tűzvonalban című sorozatában 15 részben volt látható. Műsorvezetőként 2015-ben került az M2 Petőfihez, 2016-tól pedig az M5 kulturális csatornán is látható. Az Én vagyok itt című magazinműsor mellett a Tudomány minden napra című műsorban találkozhatnak vele a nézők. Korábban az Ön is tudja? című műveltségi vetélkedő és az M2 Petőfi Filmklubjának arca is volt, valamint dolgozott műsorvezetőként a Nagy-Szín-Pad zenei tehetségmutató versenyen és a VOLT Fesztiválon is.
2018-ban Pflum Orsival, 2019-ben pedig Lolával közösen vezették a Dunán az Eurovíziós Dalfesztivál magyarországi előválogatójának háttérműsorát, A Dal Kulisszát, majd 2018-ban részt vett a 90. Oscar-gála magyar közvetítésében is. 2018-ban és 2019-ben az Eurovíziós Dalfesztivál magyarországi felvezetőműsorának, a Hangolódjunk az Eurovízióra! című műsornak a házigazdája volt, továbbá ő volt az, aki ismertette a magyar szakmai zsűri pontjait a verseny döntőjében mindkét évben.

## Könyvei
- Variációk boldogtalanságra (novellák), Libertine Könyvkiadó, Budapest, 2021